# Digital Ghosts
Digital Ghost è il sesto album della band progressive metal statunitense Shadow Gallery, pubblicato nel 2009.
È il primo album della band che vede nella formazione il nuovo cantante Brian Ashland, ingaggiato in sostituzione di Mike Baker, deceduto nel 2008.

## Tracce
1. With Honor (9:59)
2. Venom (6:21)
3. Pain (6:22)
4. Gold Dust (6:45)
5. Strong (6:50)
6. Digital Ghost (9:37)
7. Haunted (9:36)

### Tracce bonus dell'edizione limitata
1. Two Shadows (5:08)
2. Gold Dust (demo, 6:02)
3. In Your Window (2:53)
4. World Of Fantasy (demo, 4:39)

## Formazione
- Gary Wehrkamp - pianoforte, chitarra, tastiere, voce addizionale
- Brendt Allman - chitarra, chitarra acustica, voce addizionale
- Carl Cadden-James - basso, voce addizionale, flauto, fretless bass
- Joe Nevolo - batteria
- Brian Ashland - voce